# غاستون ريتشي
غاستون ريتشي (بالفرنسية: Gaston Eudoxe dit Ricci)‏ هو سياسي فرنسي، ولد في 11 فبراير 1869 في الجزائر في الجزائر، وتوفي في 26 نوفمبر 1952 في البليدة في الجزائر. انتخب رئيس بلدية ‏ وانتخب نائب فرنسي.